# Еллісон Раган
Еллісон Еллі Маккензі Раган (англ. Allison "Alli" Mackenzie Ragan; нар. 16 червня 1992) — американська борчиня вільного стилю, дворазова срібна призерка чемпіонатів світу, Панамериканська чемпіонка.

## Життєпис
Боротьбою почала займатися з 1999 року. У 2011 році стала бронзовою призеркою чемпіонату світу серед юніорів. Наступного року повторила цей результат на цих же змаганнях.
Виступає за Нью-Йоркський атлетичний клуб. Тренер — Денніс Раган (її батько).

## Спортивні результати на міжнародних змаганнях

### Виступи на Чемпіонатах світу
| Змагання                        | Збірна | Вагова категорія          | Місце  |
| ------------------------------- | ------ | ------------------------- | ------ |
| Чемпіонат світу з боротьби 2013 | США    | жіноча боротьба, до 59 кг | 9      |
| Чемпіонат світу з боротьби 2014 | США    | жіноча боротьба, до 58 кг | 5      |
| Чемпіонат світу з боротьби 2015 | США    | жіноча боротьба, до 58 кг | 17     |
| Чемпіонат світу з боротьби 2016 | США    | жіноча боротьба, до 60 кг | Срібло |
| Чемпіонат світу з боротьби 2017 | США    | жіноча боротьба, до 60 кг | Срібло |

### Виступи на Панамериканських чемпіонатах
| Змагання                                   | Збірна | Вагова категорія          | Місце  |
| ------------------------------------------ | ------ | ------------------------- | ------ |
| Панамериканський чемпіонат з боротьби 2017 | США    | жіноча боротьба, до 60 кг | Золото |

### Виступи на Кубках світу
| Змагання                    | Збірна | Вагова категорія          | Місце |
| --------------------------- | ------ | ------------------------- | ----- |
| Кубок світу з боротьби 2013 | США    | жіноча боротьба, до 59 кг | 4     |
| Кубок світу з боротьби 2014 | США    | жіноча боротьба, до 58 кг | 6     |
| Кубок світу з боротьби 2015 | США    | жіноча боротьба, до 58 кг | 4     |
| Кубок світу з боротьби 2017 | США    | команда                   | 4     |
| Кубок світу з боротьби 2018 | США    | команда                   | 4     |

### Виступи на інших змаганнях
| Змагання                                                     | Збірна | Вагова категорія          | Місце  |
| ------------------------------------------------------------ | ------ | ------------------------- | ------ |
| Міжнародний турнір Ньюйоркського атлетичного клубу 2010      | США    | жіноча боротьба, до 63 кг | Бронза |
| Міжнародний турнір Ньюйоркського атлетичного клубу 2011      | США    | жіноча боротьба, до 63 кг | Золото |
| Міжнародний меморіал Дейва Шульца 2013                       | США    | жіноча боротьба, до 59 кг | Бронза |
| Битва на водоспаді 2013                                      | США    | жіноча боротьба, до 59 кг | Срібло |
| Літня Універсіада 2013                                       | США    | жіноча боротьба, до 59 кг | Срібло |
| Міжнародний турнір Ньюйоркського атлетичного клубу 2013      | США    | жіноча боротьба, до 59 кг | Золото |
| Міжнародний меморіал Дейва Шульца 2014                       | США    | жіноча боротьба, до 58 кг | 5      |
| Klippan Lady Open 2014                                       | США    | жіноча боротьба, до 60 кг | 5      |
| Гран-прі Іспанії з боротьби 2014                             | США    | жіноча боротьба, до 58 кг | 7      |
| Золотий Гран-прі з боротьби 2014 (Баку)                      | США    | жіноча боротьба, до 58 кг | Срібло |
| Міжнародний меморіал Дейва Шульца 2015                       | США    | жіноча боротьба, до 58 кг | Золото |
| Гран-прі Іспанії з боротьби 2015                             | США    | жіноча боротьба, до 58 кг | Бронза |
| Золотий Гран-прі з боротьби 2015                             | США    | жіноча боротьба, до 60 кг | Срібло |
| Олімпійський кваліфікаційний турнір з боротьби 2016 (Фріско) | США    | жіноча боротьба, до 58 кг | 5      |
| Олімпійські випробування США 2016                            | США    | жіноча боротьба, до 58 кг | Срібло |
| Гран-прі «Іван Яригін» 2017                                  | США    | жіноча боротьба, до 60 кг | Бронза |
| Київський Міжнародний турнір з боротьби 2017                 | США    | жіноча боротьба, до 60 кг | Срібло |
| Beat the Streets 2017                                        | США    | жіноча боротьба, до 59 кг | Срібло |
| Гран-прі «Іван Яригін» 2018                                  | США    | жіноча боротьба, до 59 кг | Срібло |
| Гран-прі Іспанії з боротьби 2018                             | США    | жіноча боротьба, до 59 кг | Бронза |
| Відкритий чемпіонат Польщі з боротьби 2018                   | США    | жіноча боротьба, до 59 кг | 8      |

### Виступи на змаганнях молодших вікових груп
| Змагання                                      | Збірна | Вагова категорія          | Місце  |
| --------------------------------------------- | ------ | ------------------------- | ------ |
| Чемпіонат світу з боротьби серед юніорів 2011 | США    | жіноча боротьба, до 63 кг | Бронза |
| Чемпіонат світу з боротьби серед юніорів 2012 | США    | жіноча боротьба, до 63 кг | Бронза |